# Jacques Benveniste
Jacques Benveniste (12 maart 1935 - Parijs, 3 oktober 2004) was een prominent Frans immunoloog. Hij werd in 1988 wereldwijd bekend toen hij zei het wetenschappelijk bewijs te hebben gevonden voor de werking van homeopathie. De vermeende vondst van Benveniste werd door veel andere onderzoekers verworpen. Toch bleef hij er van overtuigd dat hij iets belangrijks had ontdekt.

## Geheugen van water
In 1988 publiceerde het wetenschappelijk tijdschrift Nature een onderzoek van onder andere Benveniste waarin werd vastgesteld dat hoge verdunningen van stoffen in water een 'geheugeneffect' in dat water vertoonden. Het blad maakte daarbij de kanttekening dat op basis van uitgebreide discussie onder peer reviewers, de uitkomsten mogelijk onwaarschijnlijk waren en noteerde dat in het bijzijn van een team van Nature het onderzoek herhaald zou worden. Het artikel veroorzaakte een onmiddellijke ophef in de media. Benveniste stelde zelf dat hij door middel van een homeopathische oplossing van antistoffen witte bloedcellen kon activeren via een mechanisme dat hij het "geheugen van water" noemde.
Zijn bewering doorstond echter geen herhalingsonderzoeken. Onafhankelijke wetenschappelijke teams over de wereld konden Benvenistes resultaten niet reproduceren. Maar ook Bevenistes onderzoeksteam zelf kon het resultaat niet herhalen onder toezicht van de onafhankelijke waarnemers John Maddox, redacteur van Nature, en James Randi, ontkrachter van pseudowetenschap. Opvallend aan het onderzoek van Benveniste was dat de positieve resultaten zelfs niet door Benveniste zelf gehaald werden, maar slechts door twee van zijn assistenten. In eerste instantie was dit Elisabeth Davenas, later een mannelijke assistent genaamd Jamal. Daaropvolgende onderzoeken, waaronder die van James Randi, toonden aan dat het onderzoek niet correct was uitgevoerd. Dit schandaal leidde tot het ontslag van de wetenschapper Benveniste.
Hoewel het oorspronkelijke artikel nooit is herroepen, was Benvenistes reputatie vernield. Desondanks hield hij vast aan zijn geloof in de kracht van homeopathie en richtte in 1997 DigiBio op om onderzoek naar verwante verschijnselen te bevorderen. Benveniste heeft nog gepoogd een artikel gepubliceerd te krijgen over wat hij noemde het 'Jamal-effect', dat er voor verantwoordelijk zou zijn dat andere wetenschappers zijn onderzoeksresultaten niet konden herhalen.

## Ig Nobelprijs
Benveniste kreeg tweemaal de Ig Nobelprijs uitgereikt. In 1991 kreeg Benveniste de prijs uitgereikt vanwege zijn hardnekkige overtuiging dat water geheugen heeft. In 1998 kreeg hij opnieuw de prijs voor zijn bevinding dat de geheugenwerking van water ook via telefoonlijnen of internet digitaal kon worden verstuurd. Jacques Benveniste overleed op 69-jarige leeftijd na een hartoperatie.